# عبد الله بن إبراهيم الأنصاري
عبد الله بن إبراهيم بن عبد الله بن علي الأنصاري (1914 – 1989)، عُرف بـ خادم العلم، هو عالم دين قطري بارز، وواحد من أعلام النهضة التعليمية والدينية في قطر في القرن العشرين. والده هو الشيخ إبراهيم الأنصاري، أحد القضاة والعلماء البارزين في البلاد. يُنسب للشيخ عبد الله وضع التقويم القطري، وقد أشرف على إصداره لأكثر من ثلاثين عامًا. له مساهمات فكرية وخيرية جعلته من أكثر الشخصيات تأثيرًا في التاريخ القطري.

## نشأته وتعليمه
وُلد في مدينة الخور شمال شرق الدوحة عام 1914 (1333هـ). ينتمي إلى الفرع الخزرجي من الأنصار، ويعود نسبه إلى الصحابي سعد بن عبادة. نشأ في بيئة علمية، فحفظ القرآن الكريم في سن الثانية عشرة، ودرس الفقه والحديث على يد والده.
في سن الرابعة عشرة، سافر إلى الأحساء لاستكمال الدراسة الشرعية، فتلقى الفقه المالكي والتفسير على يد علماء مثل عبد العزيز المبارك وأبو بكر الملا، ثم انتقل إلى مكة المكرمة وتعلم في المدرسة الصولتية على يد علماء منهم محمد عبد الرزاق حمزة ومحمد بن مانع. عاد إلى قطر، والتحق بالمدرسة الأثرية، حيث تتلمذ على يد الشيخ ابن مانع، وتزامل مع علماء أبرزهم عبد الله بن زيد المحمود وأحمد بن يوسف الجابر.

## مسيرته

### التعليم والدعوة
بدأ في الإمامة والخطابة في الأحساء، ثم عاد إلى قطر في أواخر الأربعينيات. في عام 1954 أسس أول معهد ديني رسمي بإشراف الحكومة، أشرف على المناهج وشارك بالتدريس. ومن أبرز خريجيه: راشد عبد الله وزير خارجية الإمارات، وعبد العزيز بن عبد الله بن تركي وزير التعليم القطري السابق. كما أدار مدرسة صلاح الدين الابتدائية وكان له دور في تطوير المناهج.

### العمل الحكومي
تولى منصب مدير إدارة الشؤون الدينية والثقافية في وزارة التربية والتعليم القطرية، وأشرف على خطط المناهج الشرعية والدروس الدينية. وفي عام 1982 عُيّن مديرًا عامًا لـ إدارة إحياء التراث الإسلامي، التي نشرت مئات الكتب الإسلامية بإشرافه.

### التقويم القطري
أسس مع والده التقويم القطري عام 1951، ودمج فيه الحساب الفلكي والتقويم الهجري والمناسبات الدينية والزراعية. اعتمد رسميًا في الدولة عام 1966. وقد استمر العمل في إصدار التقويم السنوي حتى بعد وفاته، تحت إشراف "دار التقويم القطري".
وصفه الباحث دانيال فاريسكو بأنه «أصبح مصدرًا قياسيًا لدول الخليج».

## الإنتاج العلمي
عُرف بلقب خادم التراث الإسلامي في قطر، وحقق أكثر من 250 كتابًا تراثيًا في العقيدة والحديث والتفسير والفقه والتاريخ. من أبرز مؤلفاته: معرفة الصواب في مواقيت الحساب، أحد مراجع الفلك الإسلامي.

## النشاط الخيري والمؤسسي
كان عضوًا في رابطة العالم الإسلامي، ورابطة الأدب الإسلامي العالمية، وساهم في تأسيس مراكز إسلامية في اليابان، كوريا، الولايات المتحدة، فرنسا، وغيرها. كما أسس دار أيتام الأنصارية في الهند، التي تطورت لاحقًا إلى جامعة تقنية.

## وفاته
توفي في 15 أكتوبر 1989، ودُفن في الدوحة. صلى عليه الشيخ عبد الله بن زيد المحمود، وألقى يوسف القرضاوي كلمة في جنازته. امتدت مراسم العزاء لأكثر من شهر، ويُعد من أبرز الشخصيات في النهضة الدينية والتعليمية في قطر في القرن العشرين.

## وصلات خارجية
- موقع الأنصاري: السيرة الذاتية